# Томас Вебстер (яхтсмен)
Томас Вебстер (англ. Thomas Webster, 25 грудня 1909 — 31 січня 1981) — американський яхтсмен.
Олімпійський чемпіон 1932 року в класі 8 метрів.